# Emil Stepanek
Emil Stepanek (* 21. Februar 1895 in Wien; † 12. April 1945 ebenda) war ein österreichischer Theatermaler und Filmarchitekt.

## Leben
Der Sohn eines Tischlergehilfen erhielt eine Ausbildung zum Theatermaler, als welcher er einige Jahre tätig war. Von 1916 bis 1918 hatte er Kriegsdienst zu leisten. Nach dem Ersten Weltkrieg kehrte er zurück zu seiner Tätigkeit als Theatermaler und hatte 1919 seinen ersten Kontakt mit dem Film. In den folgenden Jahren arbeitete er häufig mit den renommierten Filmarchitekten Julius von Borsody, Artur Berger und Alexander Ferenczy zusammen. Etwa in den von Alexander Korda und Michael Curtiz inszenierten Monumentalfilmen der Sascha-Film: Prinz und Bettelknabe (1920), Sodom und Gomorrha (1922), Die Sklavenkönigin (1924) und Salammbô (1924).
Bis 1936 blieb er beim Film-Dekobau. Danach war er im Exekutiv-Produktionsbereich tätig. 1944 wurde er Leiter des gesamten Bühnenbauwesens in den Rosenhügel-Filmstudios. Am 12. April 1945, einen Tag vor Ende der Kampfhandlungen des Zweiten Weltkriegs in Wien (Wiener Operation 1945), kam Emil Stepanek unter ungeklärten Umständen ums Leben.

## Filmografie
- 1920: Prinz und Bettelknabe (Ö 1920, Regie: Alexander Korda; Filmarchitektur gemeinsam mit Artur Berger)
- 1922: Eine versunkene Welt (Ö 1922, Alexander Korda)
- 1922: Sodom und Gomorrha (Ö 1922, Michael Curtiz; mit Julius von Borsody)
- 1924: Die Sklavenkönigin (Ö 1924, Michael Curtiz; mit Artur Berger)
- 1924: Salammbô (Ö/FRA 1924, Pierre Marodon; mit Artur Berger)
- 1928: Liebe im Mai
- 1929: Champagner (Géza von Bolváry; mit Artur Berger)
- 1929: Hingabe
- 1929: Revolution der Jugend
- 1929: General Babka
- 1929: Der Onkel aus Sumatra
- 1930: Geld auf der Straße (Ö 1930, Georg Jacoby; mit Hans Jacoby)
- 1932: Die vom 17er Haus (Ö 1932, Artur Berger; mit Artur Berger)
- 1932: Scampolo, ein Kind der Straße (D 1932, Hans Steinhoff)
- 1932: Lumpenkavaliere (Ö 1932, Carl Boese; mit Artur Berger)
- 1932: Madame wünscht keine Kinder (D 1932, Hans Steinhoff)
- 1934: Maskerade (Ö 1934, Willi Forst; mit Oskar Strnad)
- 1934: G’schichten aus dem Wienerwald (Ö 1934, Georg Jacoby)
- 1935: Letzte Liebe (Ö 1935)
- 1935: Episode (Ö 1935, Walter Reisch)
- 1936: Burgtheater (Ö 1936, Willi Forst; mit Kurt Herlth, Werner Schlichting)